# Kampung Tugu
Tugu of Kampung Tugu is een gebied in Koja, Noord-Jakarta.

## Geschiedenis
In 1661 stelde de VOC een stuk land ter beschikking aan een groep Mardijkers, als dank voor verleende diensten. Dit stuk land, Toegoe, lag ongeveer 12 kilometer ten noordoosten van Batavia. Het waren 23 christelijke families van Bengaalse en Coromandelse oorsprong. Hoofdzakelijk waren dit mannelijke slaven die met Balinese vrouwen waren getrouwd. Ze waren vrijgelaten omdat zij hun katholieke geloof hadden afgezworen en zich tot het calvinisme hadden bekeerd en werden Mardijkers genoemd.
Kampong Tugu ontwikkelde zich tot een bolwerk van Portugees-Indische cultuur, waar een Portugees-achtige taal gesproken werd die zich meer en meer met Maleise woorden en uitdrukkingen vermengde. De inwoners zongen waarschijnlijk aangepaste versies van 16e-eeuwse Portugese volksliedjes. De muzikanten vermengden deze muziek met ritmen en muzikale structuren van de gamelan, waardoor een mengsel ontstond dat uitgroeide tot de krontjongstijl.
De huidige protestantse kerk van Tugu werd gebouwd tussen 1744 en 1747 door de eigenaar Justinus Vinck die het landgoed van Cilincing en van Pasar Senen bezat. Het gebouw verving een oudere kerk die in 1740 door zwervende Chinese opstandelingen werd verwoest. Volgens een lokale traditie bevond de kerk zich op Tanah Serani of "christelijk land". Sinds 1747 werden de diensten hier gehouden in Portugees en Maleis.